# Jules-Isidore Lafrance
Jules-Isidore Lafrance (1841-1881) fue un escultor francés.

## Biografía
Nacido en la capital de Francia, París en 1841. Asiste a la École nationale superieure des beaux-arts de su ciudad natal. Allí es alumno en los talleres de Maillard, Francisque Duret y Jules Cavelier
Gracias al premio se trasladó a la Villa Médici, donde viviría durante el periodo comprendido entre 1871 y 1874. Durante su estancia en Roma , en 1873 talló en mármol la figura de San Juan Bautista, que sería reproducida en bronce posteriormente por los hermanos Susse de París.

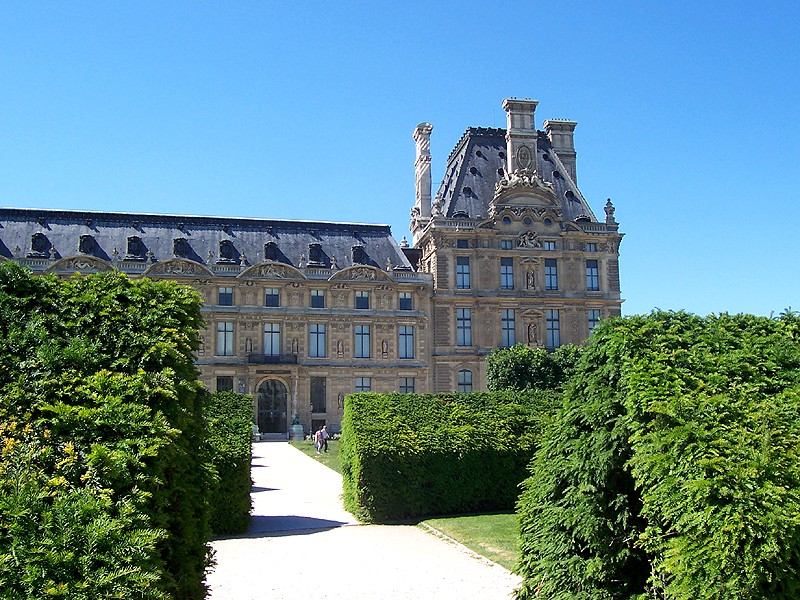
Fachada del pabellón de Flora del Louvre, reedificada y decorada en 1876 tras la demolición del Palacio de las Tullerías.

Tras su regreso de Roma, en el Salón de París de 1874, obtuvo una medalla de oro.
En 1875 fue retratado por el pintor-escultor Alexandre Falguière en uno de sus cuadros dedicado a la lucha francesa. Lafrance aparece al fondo, como espectador del combate junto a otros personajes de la época.
A partir de 1876 trabajó para el arquitecto Hector Lefuel en la decoración de la fachada norte del ala del pabelón de Flora del palacio del Louvre. Esta parte del edificio había sido quedado al descubierto tras el incendio y destrucción del Palacio de las Tullerías, que cerraba al oeste el Patio del Carrousel. Los encargos de las piezas fueron repartidos entre diferentes escultores: Jules Franceschi, el frontón; Julio Isidoro Lafrance, la alegoría de la Prudencia (primer piso) y la de la Ley (segundo piso); y Tony Noel (en sustitución de Perraud muerto), el grupo del tercer piso.
En el Salón de 1878 volvió a obtener una medalla de oro. y ese mismo año obtuvo medalla de oro en la Exposición Universal de París

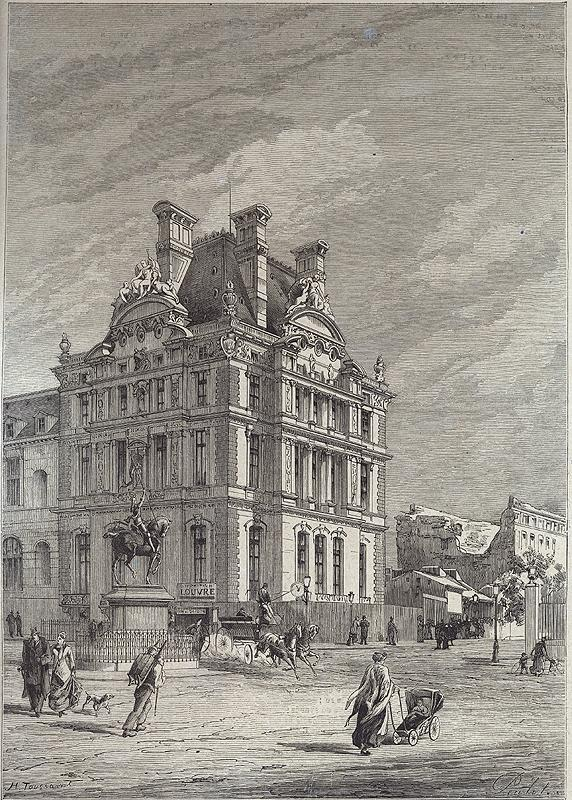
grabado del del pabellón de Flore recién restaurado hacia 1878.

Tras su fallecimiento, ocurrido el 27 de enero de 1881, sus obras se mantuvieron en el mercado del arte a través de reproducciones en bronce, como la del San Juan Bautista de los hermanos Susse de 1888. Esta escultura influyó sobre el escultor norteamericano Augustus Saint-Gaudens.

## Obras
Entre las mejores y más conocidas obras de Jules-Isidore Lafrance se incluyen las siguientes:
- San Juan Bautista infante

título en francés: St. Jean Baptiste enfant,
Figura en mármol tallada en Roma, 1873, conservada en el Museo de Orsay (rmn (enlace roto disponible en Internet Archive; véase el historial, la primera versión y la última).)
figura de bronce, 1888, fundida por los hermanos Susse de París
- la alegoría de la Prudencia , figura en piedra, 1876, primer piso de la fachada Norte del Ala de Flora en el Louvre[5] Imagen
- la alegoría de la Ley , figura en piedra, 1876, segundo piso de la fachada Norte del Ala de Flora en el Louvre, y a Tony Noel (en sustitución de Perraud muerto) el grupo del tercer piso.[5] Imagen
- Cabezas de Sátiros de la fachada del Pabellón de Rohan en el Louvre[9]
- Aquiles

en francés: Achille , 1875 mármol 1.5 x 1 x 0.9 metros , jardín de la Brèche, Niort